# Selkäsaaret (ö i Finland, Mellersta Finland, Joutsa, lat 61,81, long 25,91)
Selkäsaaret är en ö i Finland. Den ligger i sjön Suuri Kurjärvi och i kommunen Joutsa i den ekonomiska regionen  Joutsa ekonomiska region  och landskapet Mellersta Finland, i den södra delen av landet, 190 km norr om huvudstaden Helsingfors. Öns area är 0,6 hektar och dess största längd är 130 meter i sydväst-nordöstlig riktning.  Notera att namnet antyder att det är fråga om flera öar.